# Koloniträdgårdsföreningen Linnéa

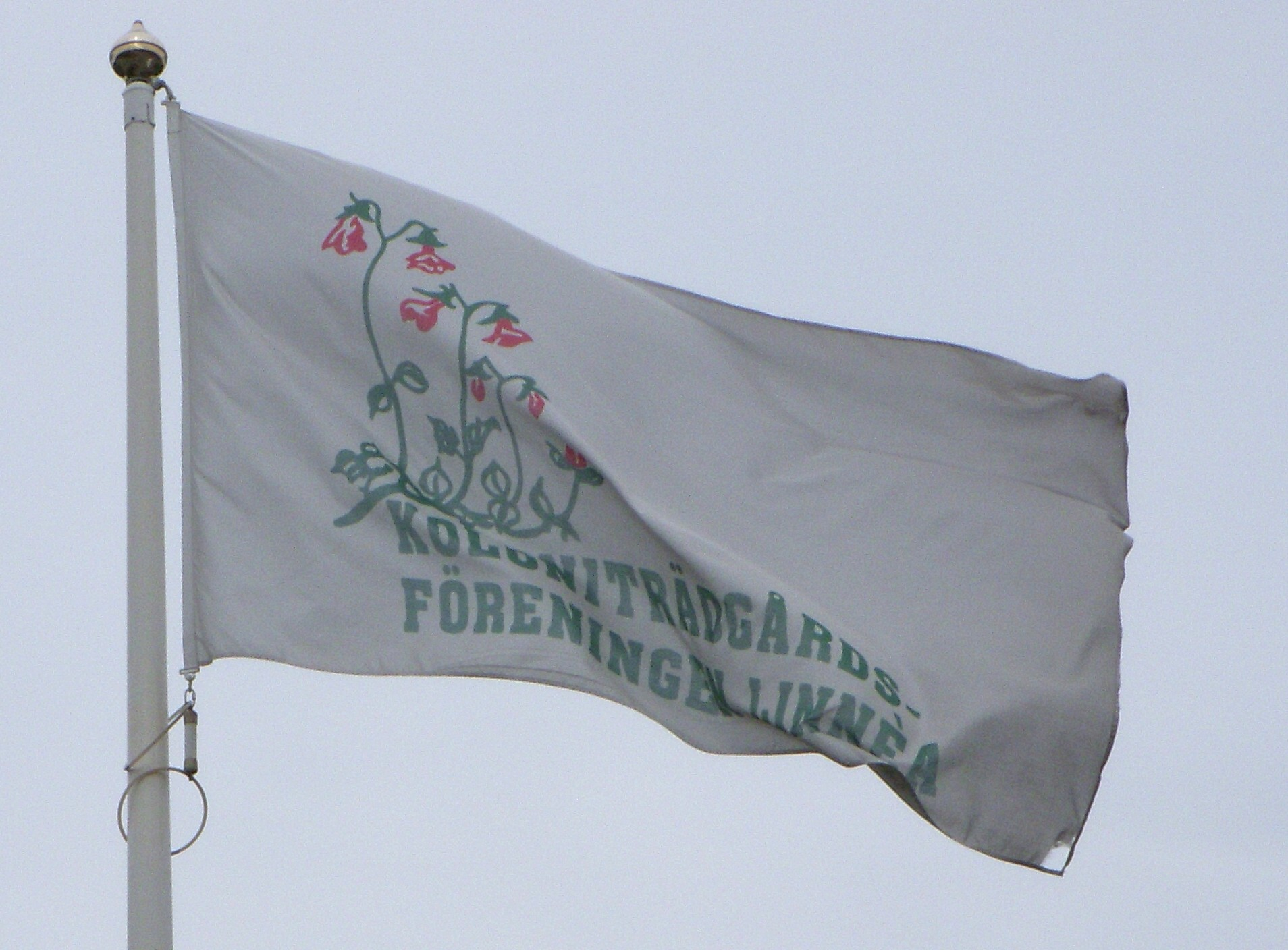
Koloniträdgårdsföreningen Linnéas flagga

Koloniträdgårdsföreningen Linnéa (även kallad Kortenslund) är ett koloniområde som ligger i Bromma i västra Stockholm.
Kortenslunds båtsmanstorp var namnet på det gamla torpet, som låg på den plats, där nu Koloniträdgårdsföreningen Linnéa har sina lotter. Enligt Stockholms stadsbyggnadskontor ingår Kortenslund i områden "där särskild uppmärksamhet behöver ägnas åt kulturhistoriska värden."

## Historik
Koloniträdgårdsföreningen Linnéa bildades 1921 och låg då vid Åkeshov, första spadtaget togs under första världskriget 1917, där skulle odlas potatis och grönsaker som bidrog till livsmedelsförsörjning för kolonisterna. I samband med att Drottningholmsvägen och spårvägen anlades, fick koloniområdet flyttas. Koloniträdgården flyttades till Kortenslund sydväst om Bromma flygplats och genomfördes åren 1939 - 40. I trakten fanns då redan Iris Riksby, Riksby koloniträdgårdsområde och Iris Glia. Kortenslund var namnet på det gamla torp som en gång låg på den plats där kolonin nu finns.

## Nuläget
Idag förfogar föreningen över 213 lotter samtliga med kolonistuga. En del stugor i området är fortfarande de som flyttades i slutet på 1930-talet, numera mer eller mindre ombyggda. Föreningen är ansluten till Föreningen Stor-Stockholms Koloniträdgårdar (FSSK) och Koloniträdgårdsförbundet. Föreningen är en ekonomisk förening och arrenderar området Kortenslund av Stockholms kommun, området är totalt på 85.000 m².

## Kuriosa
I filmen Varning för Jönssonligan stjäls en flaggstång från en tomt i Koloniträdgårdsföreningen Linnéa.

### Bilder

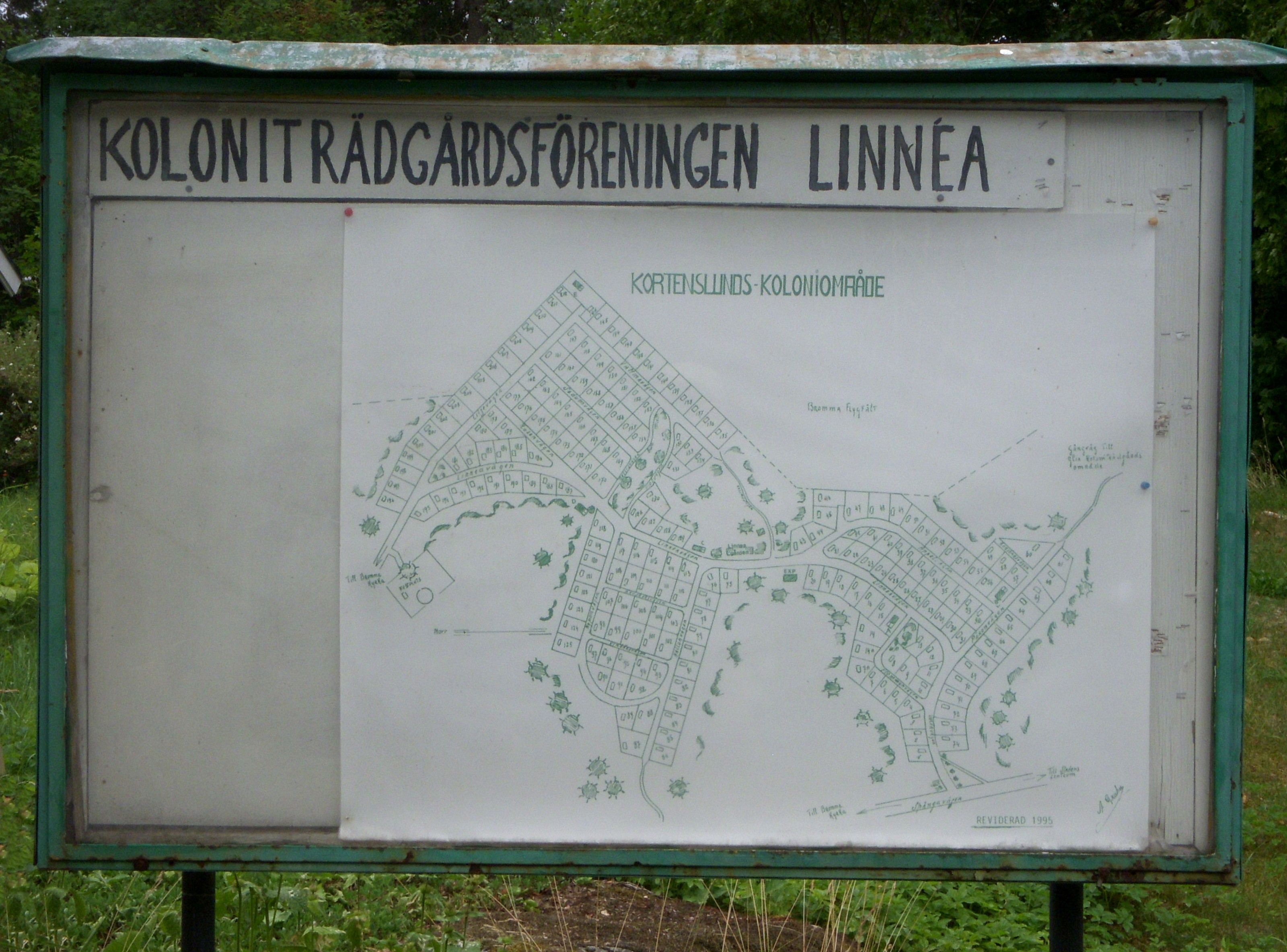
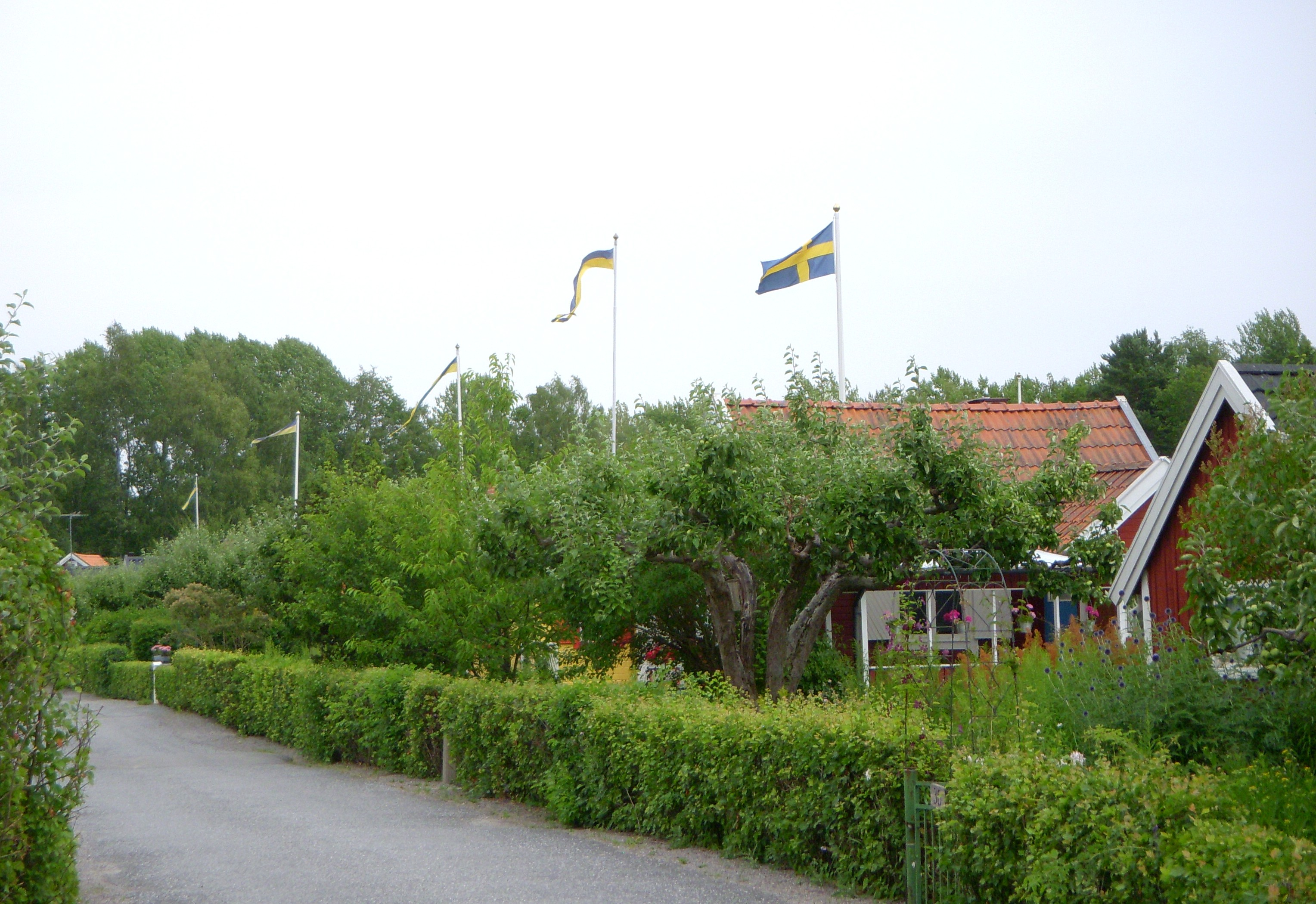
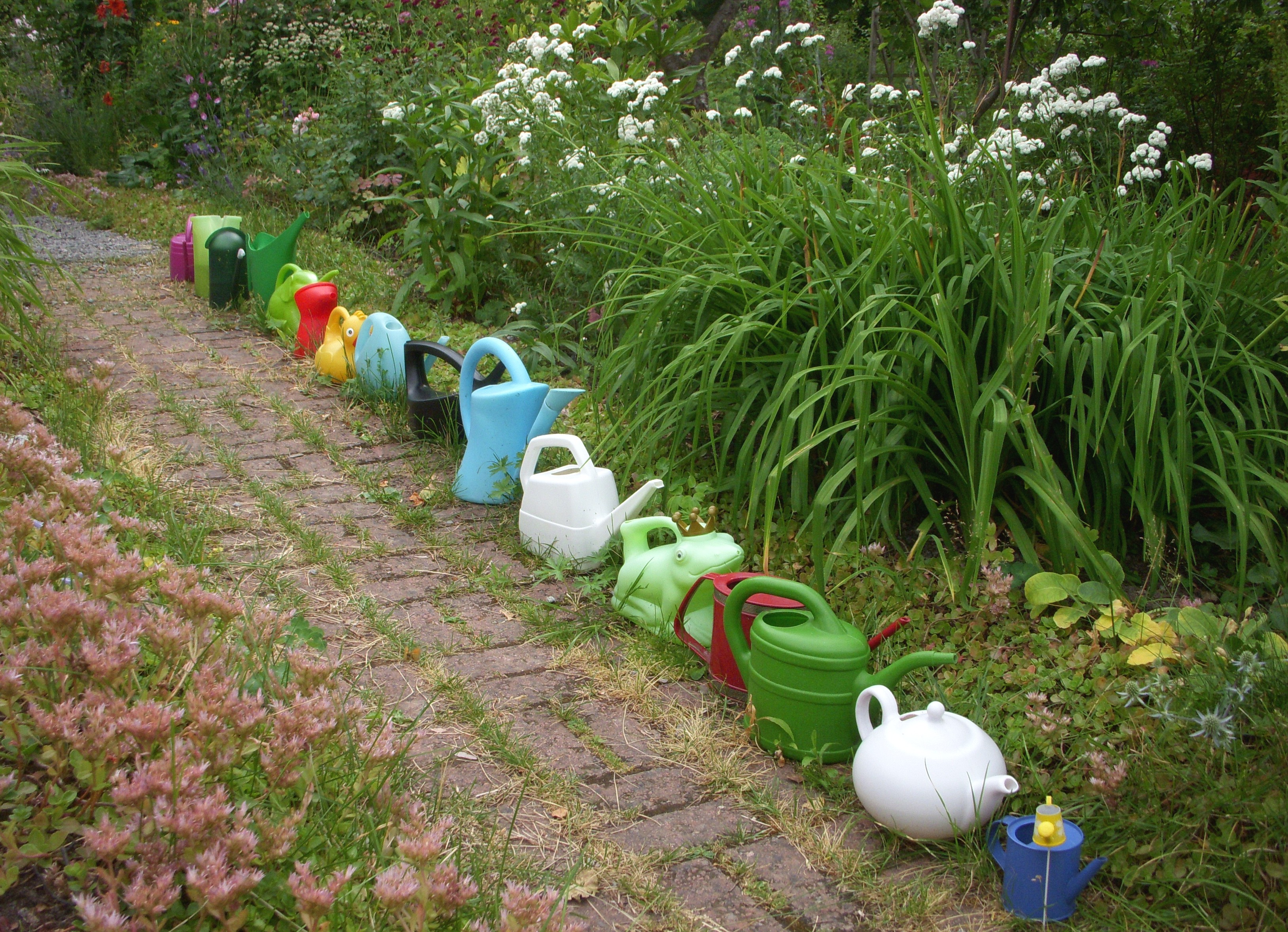
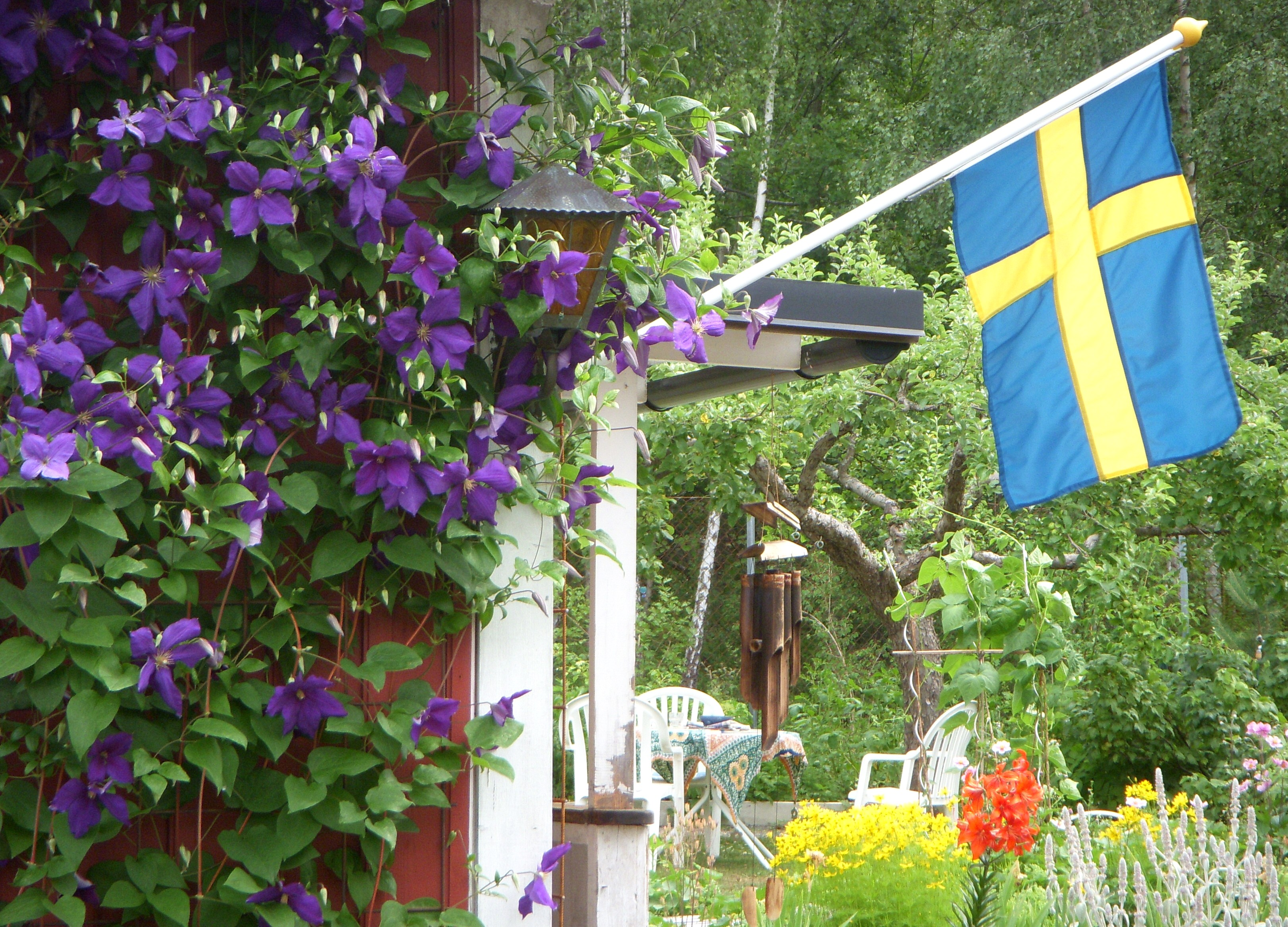